# Liger
Ligr (též psáno liger) je kříženec mezi samcem lva a samicí tygra, který dosahuje značných rozměrů. V současnosti se nacházejí ligři v některých zoologických zahradách (např. v ruské Samaře), které jsou spolu s cirkusy nejčastějšími místy, kde k mezidruhovému křížení dochází.
Liger je největší známou kočkovitou šelmou světa. Jeho tělo může být dlouhé přes tři metry s hmotností přes 400 kg. Základní srst má plavou barvu jako srst lva. Má pruhy podobně jako tygr, obvykle však světlejší. Samec může mít hřívu, která je však méně mohutná než hříva lva.
Kříženec mezi samcem tygra a samicí lva se nazývá tigon. Tigon je menší.
Kříženec mezi samcem lva a samicí ligera se nazývá liliger.